# Devario chrysotaeniatus
Devario chrysotaeniatus är en fiskart som först beskrevs av Chu, 1981.  Devario chrysotaeniatus ingår i släktet Devario och familjen karpfiskar. IUCN kategoriserar arten globalt som otillräckligt studerad. Inga underarter finns listade i Catalogue of Life.